# Ichtratzheim
Ichtratzheim település Franciaországban, Bas-Rhin megyében. Lakosainak száma 389 fő (2022. január 1.). Ichtratzheim Eschau, Fegersheim, Hindisheim, Hipsheim, Limersheim és Lipsheim községekkel határos.

## Népesség
A település népességének változása:
| Lakosok száma | 273  | 288  | 312  | 327  | 345  | 351  | 376  | 383  | 389  |
|               | 2013 | 2015 | 2016 | 2017 | 2018 | 2019 | 2020 | 2021 | 2022 |